# Brevipalpus guihuanis
Brevipalpus guihuanis är en spindeldjursart som beskrevs av Ma och Yuan 1982. Brevipalpus guihuanis ingår i släktet Brevipalpus och familjen Tenuipalpidae. Inga underarter finns listade.